# Formation (låt)
Formation är en låt av Beyoncé. Singeln och dess musikvideo släpptes den 6 februari 2016 på skivbolagen Parkwood Entertainment och Columbia. Låten är skriven av Swae Lee och är producerad av Mike Will Made It och Apluss.
Musikvideon är regisserad av Melina Matsoukas och spelades in i New Orleans under december 2015. Videon innehåller referenser till Orkanen Katrina, Louisianas kreolkultur, polisbrutalitet och rasism. Beyoncé framförde låten live för första gången i halvtid under Super Bowl 50 den 7 februari 2016. Såväl musikvideon som framträdandet under Super Bowl sågs som mycket politiskt och väckte reaktioner. Aktivister i den så kallade Black Lives Matter-rörelsen, såg framträdandet som en hyllning till medborgarrättsrörelsen och som ett uttryck för svart stolthet. New Yorks före detta borgmästare Rudolph Giuliani menade däremot att framträdandet var skandalöst och såg det som en attack på poliser.